# Antonio Flores (muzyk)
Antonio González Flores (ur. 14 listopada 1961 w Madrycie, zm. 30 maja 1995 tamże) – hiszpański aktor, kompozytor i piosenkarz pochodzenia romskiego.

## Życiorys
Był synem Loli Flores i Antonio Gonzáleza (znanego pod pseudonimem El Pescaílla), artystów flamenco, a także siostrzeńcem Carmen Flores. Jego dwie siostry, Lolita Flores i Rosario Flores, również są piosenkarkami, a brat cioteczny, Quique Sánchez Flores, piłkarzem.
Swój pierwszy album, Antonio, wydał w 1980, nie odniósł jednak komercyjnego sukcesu. Także kolejne płyty, Al caer el sol (1984) i Gran Vía (1988), pozostały niezauważone. W latach 1988–1994 poświęcił się kinematografii, zarówno jako aktor, jak i kompozytor muzyki filmowej. Szersze uznanie zdobył komponując muzykę na potrzeby albumu De ley (1992), wydanego przez jego siostrę.
Po śmierci swojej matki, zachorował na depresję i popadł w uzależnienie od narkotyków. 30 maja 1995 popełnił samobójstwo, celowo przedawkowując heroinę. Wraz ze śmiercią Antonio Floresa, odżyło zainteresowanie jego twórczością. Jego ostatnia płyta, Cosas mías (1995) odniosła znaczny komercyjny sukces. Wydano również kilka pośmiertnych albumów.
Był mężem producentki teatralnej, Any Villi, z którą miał córkę, Albę Flores. Małżeństwo zakończyło się rozwodem.

## Dyskografia
- Antonio (1980)
- Al caer el sol (1984)
- Gran Vía (1988)
- Cosas mías (1995)

Wydawnictwa pośmiertne
- Antología (1996)
- Arriba los corazones (1999)
- Para Antonio Flores (2002)
- 10 años: La Leyenda de un Artista (2005)

## Filmografia
- El Taxi de los conflictos (1969) – syn Mariano Ozoresa
- Colegas (1980) – Eloy de la Iglesia
- Calé (1987) – Carlos Serrano
- Sangre y arena (1989) – Javier Elorrieta
- La Femme et le pantin (1990) – Mario Camus
- Cautivos de la sombra (1993) – Javier Elorrieta